# Benedikt Grothe
Benedikt Grothe (* 8. April 1960 in München)  ist ein deutscher Neurowissenschaftler. Er ist Professor für Neurobiologie an der Ludwig-Maximilians-Universität München (LMU). Seine Schwerpunkte in Forschung und Lehre sind Systemische Neurowissenschaften, Neuronale Netze und Hörwahrnehmung.

## Leben
Grothe studierte Biologie und Psychologie an der LMU (Diplom 1988, Dissertation 1991). In den Jahren 1990 und 1991 war er Kurator des Paläontologischen Museums München, woran sich ein Forschungsaufenthalt in den USA anschloss (University of Texas at Austin, New York University). Von 1994 bis 1998 war er Assistent und Oberassistent am Institut für Zoologie der LMU, wo er sich 1996 in Zoologie habilitierte. Von 1999 bis 2003 leitete er eine Forschungsgruppe am Max-Planck-Institut für Neurobiologie in Martinsried. 2003 wurde er Professor für Neurobiologie an der LMU. Er war von 2003 bis 2007 Direktor der Abteilung Neurobiologie am Biozentrum der LMU und ist seit 2009 Dekan der Fakultät für Biologie. Seit 2006 ist er Sprecher des „Munich Center for Neurosciences – Brain and Mind“.
2005 war er maßgeblich an der Gründung des Bernstein Center for Computational Neuroscience beteiligt. Seit 2006 ist er Koordinator des Elitestudienganges Master of Neuroscience und der Graduate School of Systemic Neuroscience der LMU. 2007 wurde er in die Bayerische Akademie der Wissenschaften aufgenommen. Außerdem ist Grothe „Max-Planck-Fellow“ am MPI für Neurobiologie (Stand Anfang 2015).
Am 13. Juli 2016 wurde Benedikt Grothe zum Mitglied (Matrikel-Nr. 7709) der Leopoldina gewählt.

## Auszeichnungen
- Verdienstkreuz am Bande der Bundesrepublik Deutschland (Juni 2010)[3]